# 施文迪
施文迪是德国巴登-符腾堡州的一个市镇。总面积49.23平方公里，总人口6235人，其中男性3152人，女性3083人（2011年12月31日），人口密度127人/平方公里。